# Morne Palmiste
Morne Palmiste är ett berg i Martinique. Det ligger i den norra delen av Martinique, 17 km norr om huvudstaden Fort-de-France. Toppen på Morne Palmiste är 527 meter över havet.